# Riccardo Zandonai
Riccardo Zandonai (Rovereto, 28 de maio de 1883 — Trebbiantico, 5 de junho de 1944) foi um compositor de ópera e maestro italiano.

## Biografia
Zandonai nasceu em Sacco di Rovereto, que à época era parte do Império Austro-Húngaro.
Desde jovem Zandonai revelou enorme aptidão para os estudos musicais, tendo sido admitido no Conservatório de Pesaro em 1899, completando o programa de nove anos de ensino em 1902, apenas três anos depois de começar. Entre os seus professores estava Pietro Mascagni, que o tinha em grande conta.
Durante este período compôs o Inno degli studenti trentini ("Hinos dos estudantes trentinos"), para uma organização da juventude da sua província natal. O seu projecto de fim de curso foi a composição de uma ópera denominada Il ritorno di Odisseo (O regresso de Ulisses), baseado num poema de Giovanni Pascoli, para cantores, coro e orquestra. Também em 1902, musicou outro poema de Pascoli, Il sogno di Rosetta ("O sonho de Rosetta"). Em 1908, em Milão, assistiu a uma soirée com Arrigo Boito, que o apresentou a Giulio Ricordi, uma das figuras de proa da edição musical da época, em Itália.

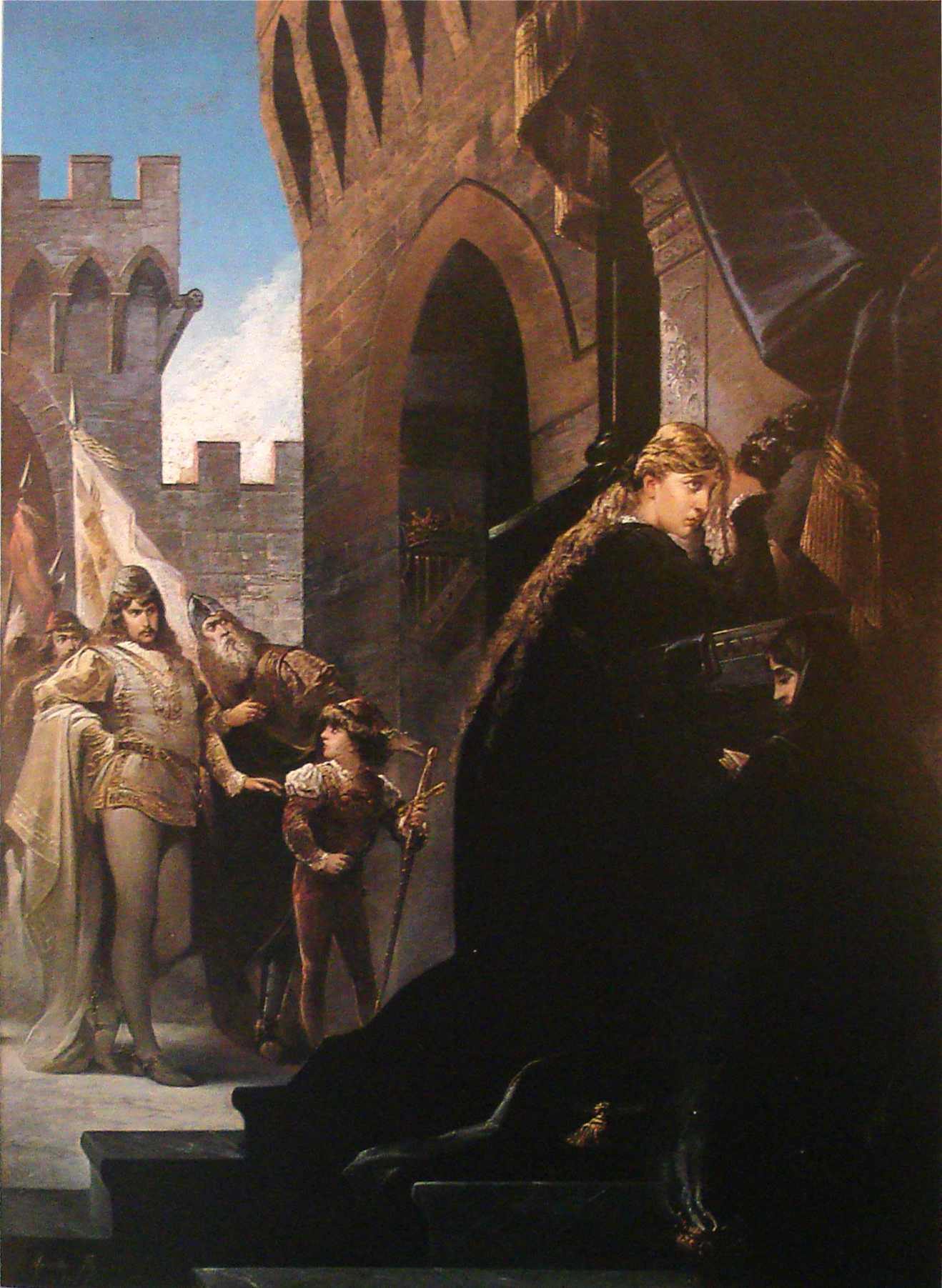
Francesca da Rimini, por Francisco Aurélio de Figueiredo e Melo (1854-1916)

A fama de Zandonai deve-se sobretudo à sua ópera Francesca da Rimini, uma adaptação livre da tragédia que Gabriele D'Annunzio escreveu, expandindo o episódio do Inferno, de Dante, sobre Francesca da Rimini. Francesca nunca deixou completamente de ser representada, e foi várias vezes gravada. Pouco depois da estreia de Francesca da Rimini, Zandonai casou com a soprano Tarquinia Tarquini, para quem havia criado o papel de "Conchita" na ópera homónimoa (um tema que Puccini havia antes considerado, mas rejeitado).
Com o rebentar da Primeira Guerra Mundial, Zandonai, de espírito patriótico inflamado, compôs em 1916 a canção Alla Patria ("Pela Pátria"), dedicada à Itália, provocando a confiscação da sua casa e dos seus bens em Sacco, ainda nas mãos do Império Austro-Húngaro, que apenas lhe seriam restituídos no final da guerra.
Quando Puccini morreu deixando incompleta a música para o último acto de Turandot, Zandonai foi um dos compositores que a editora Ricordi considerou para a terminar. O próprio Puccini, nos seus últimos dias, parece ter aprovado a escolha de Zandonai, tal como Toscanini. No entanto, o filho de Puccini, Tonio, por razões nunca esclarecidas, opôs-se a essa escolha, tendo finalmente sido adjudicado o trabalho de terminar Turandot a Franco Alfano.
Em 1935, Zandonai foi nomeado como director do Conservatório da sua querida Pesaro, onde teve oportunidade de relembrar algumas obras esquecidas de Rossini, nomeadamente Il viaggio a Reims e a abertura de Maometto secondo. Em 1941 reorquestrou e reduziu a três actos, a ópera La gazza ladra.
Três anos depois, durante a Segunda Guerra Mundial, em 1944, morreu em Pesaro, durante uma cirurgia destinada a remover cálculos biliares, As suas últimas palavras foram para o padre, que no dia anterior lhe havia anunciado a libertação de Roma: "Excelente! Viva l'Italia; a parte boa".

## Obras

### Óperas
- La coppa del Re (c. 1904, nunca encenada)
- L'uccellino d'oro, libretto pelo padre Giovanni Chelodi baseado na história dos Irmãos Grimm (1907); esta versão de Zandonai é apenas para piano e voz.
- Il grillo del focolare, libretto de Cesare Hanau baseado em The Cricket on the Hearth de Charles Dickens, (1908)
- Conchita baseado em  "La femme et le pantin" de Pierre Louÿs, (1911)
- Melenis  baseado Louis Bouilhet (1912)
- Francesca da Rimini Libretto adaptado da peça de Gabriele d'Annunzio (1914)
- La via della finestra, baseado em Augustin Eugène Scribe (1919)
- Giulietta e Romeo, libretto de Arturo Rossato baseado em William Shakespeare (1922); versão em alemão com libretto de Alfred Brüggemann.
- I cavalieri di Ekebù, libretto de Rossato baseado em Gösta Berling's Saga de Selma Lagerlöf; a versão em alemão tem libretto de Ernst Lert e é denominada Die Kavaliere von Ekeby (1925).
- Giuliano, libretto de Rossato baseado em J. da Voragine e Gustave Flaubert (1928)
- Una partita, libretto de Rossato baseado em Alexandre Dumas, pai (1933)
- La farsa amorosa, libretto de Rossato baseado em "El sombrero de tres picos" de Pedro de Alarcón (1933)
- Il bacio, libretto de Rossato e Emilio Mucci baseado em Gottfried Keller (1944, o último acto ficou incompleto com a morte do compositor)

### Sacra
- Te Deum para coro masculino e órgão (1906)
- Melodie per canto e piano, dois extractos (1907, 1913)
- O Padre nostro che nei cieli stai para coro, órgão e orquestra (1912)
- Messa da Requiem para (1914)
- Missa pro defunctis recentemente descoberta.

### Outras
Várias composições sinfónicas:
- "Primavera in Val di Sole"
- "Autunno fra i monti"
- "Ballata eroica"
- "Fra gli alberghi delle Dolomiti"
- "Quadri di Segantini"
- "Rapsodia trentina"
- "Colombina"

Concerto romantico para violino

Concerto andaluso para violoncelo

Em 1936 compôs a banda sonora para o filme Tarakánowa, de Feodor Ozep.